# Tumbaån

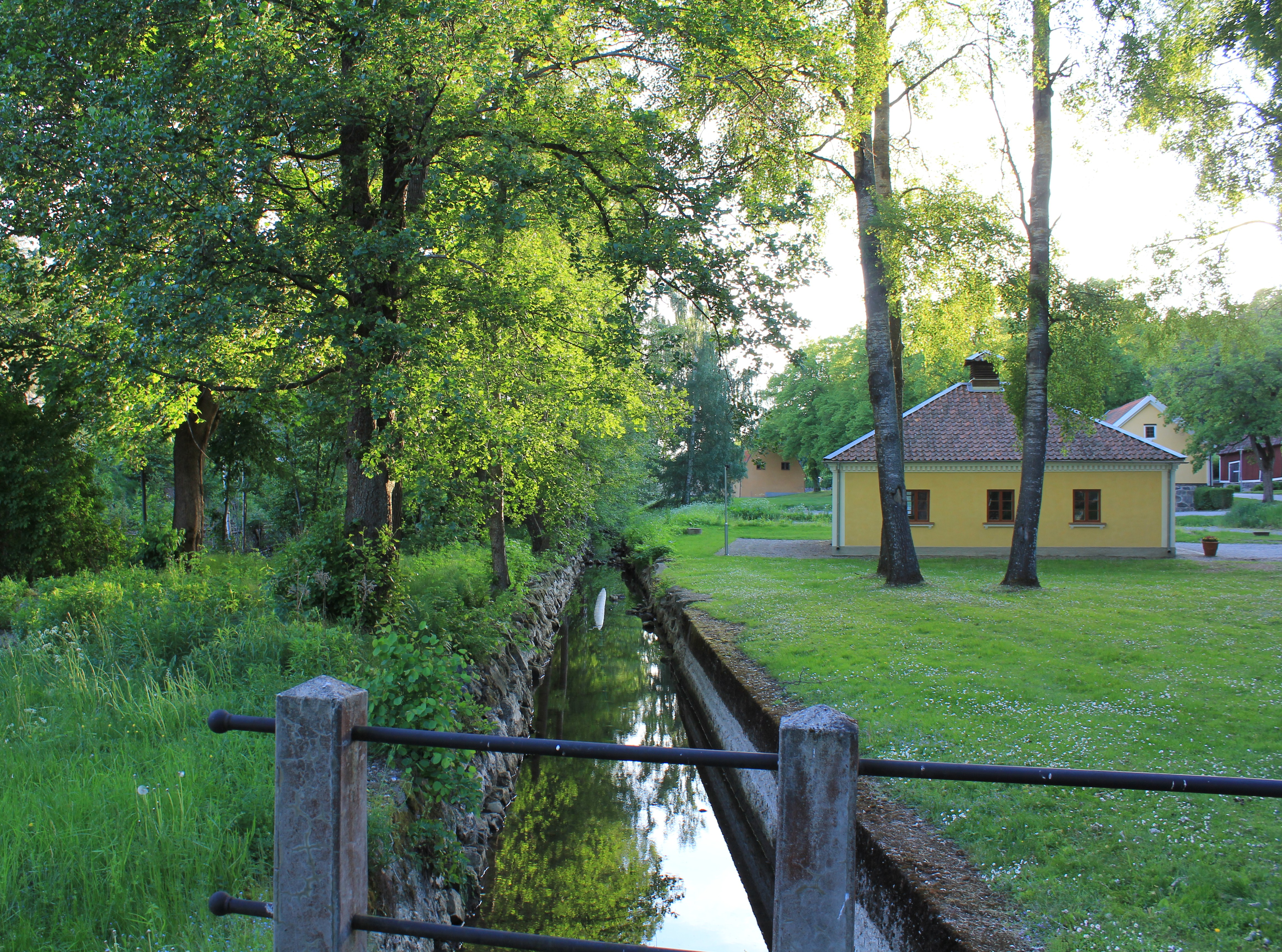
Tumbaån ledd genom Tumba bruksområde. I bakgrunden syns hus som tillhör Tumba bruksmuseum.

Tumbaån ligger i Tumba, Botkyrka kommun i sydvästra Storstockholm. Tumbaån rinner från Uttran via Kvarnsjön och Tumba pappersbruk till Tullingesjön. Genom Tumba centrum går den under mark och den kommer åter i dagen vid Hågelbyleden.
Ungefär halvvägs mellan Tumba centrum och Tullingesjön ansluter Harbrobäcken från söder till Tumbaån. Dess källa ligger vid Stockholm-Tullinge flygplats och den rinner via Stora och Lilla dammen till Tumbaån. Tumbaån rinner sedan ut i Tullingesjöns sydvästra del innan den passerar Hamringe dagvattenpark.
I början av 1800-talet hade Riksbanken planer på att göra Tumbaån farbar till Tumba pappersbruk, men projektet genomfördes inte.